# Ahéville
Ahéville è un comune francese di 76 abitanti situato nel dipartimento dei Vosgi nella regione del Grand Est.

## Storia

### Simboli
Lo stemma del comune si blasona: 
Lo stemma è stato creato da B. Georgin e Robert André Louis ed adottato ufficialmente il 25 gennaio 2019. L'aquila è un'arma parlante, da Aquilevilla, il nome del villaggio nel XII secolo. La lancia romana (hasta) è un attributo di san Quirino, patrono della parrocchia.
Durante l’Ancien régime Ahéville dipendeva dal Capitolo di Remiremont. Il Cancelliere di Remiremont presiedeva il placito, nell'assemblea annuale durante la quale veniva amministrata la giustizia, ed è simboleggiato dalla mano della giustizia, costituita da uno scettro sormontato da una mano benedicente.
Il verde del campo rievoca le foreste di abeti che circondano il comune.

## Società

### Evoluzione demografica
Abitanti censiti